# Peter Carle
Peter Carle   (França, 1666 - 1730), també conegut com a Peter Carle, Peter Carless, Pedro Carle o Mylord Carle, va ser un enginyer militar francès, protestant, naturalitzat anglès, que va realitzar tota la seva carrera professional amb l'exèrcit d'Anglaterra i els seus aliats. Participà en la guerra de Successió espanyola i va defensar Barcelona en el setge de 1706.

## Biografia
Va néixer l'any 1666, a Valleraugue, a les Cevennes, fill de Jean i de Susanne Carle, una família burgesa hugonot.
Casat el 1695 amb Marie-Mauricette de Prunelé Thignonville, anomenada la "Belle réfugiée" (1667-1728), filla Charles i de Judith, senyors de Thignonville. La parella va tenir un fill, Peter (n.1703) que va morir en un accident de cacera (1718), i tres filles: Susan Albertine (n.1697), casada amb Daniel Dupont, a Spring Garden, Nova Escòcia; Marie Anne (n.1702) casada amb l'honorable Henry Welverton; i Anna, casada amb George Clinton, governador de Newfoundland entre 1732-41, i després governador de Nova York (1741), amb qui tindrà tres fills i tres filles.
En Charles de Prunelé era el senyor de Thignonville, de Jodainville i de d'Argeville. Morirà el Juny de 1676 a Catalunya.
Des de 1714 els Carle viuran a la parròquia de Saint James Westminster, al 22 de la Great Marlborough Street.

## Carrera Militar
Pierre Carle realitzà els seus primer estudis a França. Va traslladar-se a Ginebra als 19 anys, després a Holanda l'any 1687, i finalment a Anglaterra.
Retornà a Holanda convidat per un poderós mecenes, gràcies al qual va estudiar matemàtiques, i en sis mesos va qualificar-se com a enginyer militar.
La revocació de l'edicte de Nantes, per l'edicte de Fontainebleau (1685) el va empènyer a naturalitzar-se anglès com Peter Carle.
Va anar a Anglaterra amb Guillem III d'Orange, i va servir al rei a Irlanda i Flandes.
Estarà present a la batalla del Boyne. La batalla es lliurà l'1 de juliol de 1690, prop del poble de Drogheda, a la costa oriental d'Irlanda.
El 1693 estava a Flandes amb el regiment reial d'artilleria d'Anglaterra, i era un dels seus 11 enginyers, al costat d'altre enginyers hugonots francesos, com els germans Lewis Petit i Isaac Francis Petit. Tenia el rang de quart enginyer i grau de capità d'infanteria i va rebre, des de 1693, una pensió de 100 lliures esterlines del rei Guillem III en atenció als serveis prestats.
El 1694 va arribar a sergent de l`Estat Major, també anomenat mareschal des logis de l'armée du mar.
L'agost de 1695 va ser ferit d'un tret de mosquet prop Namur. En el decurs de la Guerra dels Nou Anys a Flandes va aconseguir construir un pont en vint-i-quatre hores per a què pogués travessar-lo l'exèrcit, missió on havien fracassat altres col·legues seus.
El 25 de març de 1699 es naturalitzà anglès com a Peter Carles o Carle, amb el testimoni de l'enginyer Lewis Petit, naturalitzat ell mateix uns dies abans i companys d'armes, i fent de testimon en una altra naturalització amb William Riuentort, un altre militar hugonot, amb el qual coincidiria posteriorment a Gibraltar i Barcelona, ajudant que fou de príncep Jordi de Hesse Darmestad.

## Guerra de Successió
Participà en la Guerra de Successió a la corona d'Espanya. Va acompanyar el comte de Galway, Henri de Massue protestant i refugiat francès com ell, a Portugal.
Cap el 1701 creà el seu propi regiment a l'exèrcit anglès, un regiment hugonot que s'anomenà ¨Carle´s foot¨ o be ¨Peter Carle´s Regiment of Foot¨.
L'estiu de 1702 el coronel Carle comandà una armada que acompanyava una expedició anglesa a Cádiz dirigida pel duc d'Ormonde i l'amirall George Rooke. L'expedició va salpar d'Spithead el 12 de juliol. El 21 d'aquell mes ancorava fora de la badia de Cádiz.
Es van desembarcar tropes per fer un reconeixement a terra, dirigit per l'enginyer hugonot Louis Petit des Etans (1665-1720). Els anglesos van rendir Rota, però després d'algunes escaramusses a la península de Matagorda, es va abandonar l'escomesa, i van tornar a embarcar-se, per atacar Vigo el 12 d'octubre de 1702. Posteriorment els membres de l'expedició van haver de sotmetre's a control parlamentari, i foren interrogats sobre els detalls del desembarcament.
En carta de 27 de novembre de 1704 Lord Galway recomanava Carle al príncep Jordi de Hesse, “bon ingenieur, bien connu de votre Altesse”. És força possible que haguessin coincidit ja en algun camp de batalla.
Participà en l'atac a Gibraltar juntament amb el príncep Jordi de Hesse, i després continuà viatge amb l'armada aliada, i devia arribar a Barcelona el 1705 amb el desembarcament aliat, ja que consta que defensà Barcelona l'abril de l'any 1706, del setge de 36 dies a la que la van sotmetre l'exèrcit de Felip V.
També va ser present en la presa d'Alcántara contra tropes espanyoles i franceses. Capturat el 1706 a Ciudad-rodrigo pels borbònics, va ser ràpidament restituït a l'exèrcit aliat mercè a un intercanvi de presoners, i just després va dirigir els treballs del setge de Salamanca.
L'any 1706 va entrar a Madrid amb el marquès de las Minas. Joâo V el va fer lloctinent general de l'exèrcit portuguès, i després encara general, i enginyer en cap, i el va pressionar perquè restés a Portugal, i el tenia en tant alta estima que va concedir-li practicar la seva religió protestant fins i tot a palau.
El setembre de 1706 dirigí la retirada dels exèrcits aliats des de Castella cap a València, travessant el Tajo a Fuentidueña: “El coronel Charles fue destacado para examinar la tierra por donde debíamos dirigir la marcha y sobre la relación que hizo a su vuelta se emprendió la marcha para pasar a Valencia”. En diverses ocasions Galway, que conduïa la cavalleria, cedí el comandament de la infanteria a Carles, mentre eren pressionats pel duc de Berwick.
Carle es distingí també a la campanya del 1709, sempre a les ordres de Galway.
El 26 d´octubre de 1709 Carle passà el comandament del seu regiment, integrat per hugonots, a Martin Bladen, que a la vegada el passarà a Theodore Vezey (o Vesey) el 25 de juny de 1710.
El regiment serà desfet l'any 1712, quan encara el comandava T. Vezey, i amb els oficials següents: Major Layard, i els capitans Cracherode, Dejean, Alexander Jacob o Jacobs Jr. (nomenament de 23 de desembre de 1711), de Falquerolles, Fowke; a més delt tinent d´Escury i altres trezte tinents i alferes. En total el regiment va a arribar a tenir no menys de 39 oficials hugonots, entre ells el ja anomenat Major Layard.
Altres regiments anglesos de l'exèrcit de Galway a Portugal podrien estar sota el comandament dels Coronels Archibald Row, James Ferguson, Thomas Phillips, Talbot Edwards i Michael Richards.

## Des de 1713
Carle va acceptar de fer de visitador extern a Portugal fins 1720, que va retornar a Londres i abandonà la vida militar. Va dedicar-se a l'agricultura i redactà algun tractat sobre el tema, a més va intentar introduir el conreu de la morera a Anglaterra, per fer-la servir per produir seda.
Va morir a Londres, d'un atac de gota, el 7 d'octubre de 1730.